# Rudolph Snellius
Rudolph Snellius, die latinisierte Form seines niederländischen Namens: Rudolph Snel van Royen, (* 5. Oktober 1546 in Oudewater; † 2. März 1613 in Leiden) war ein niederländischer Gelehrter und Mathematiker.

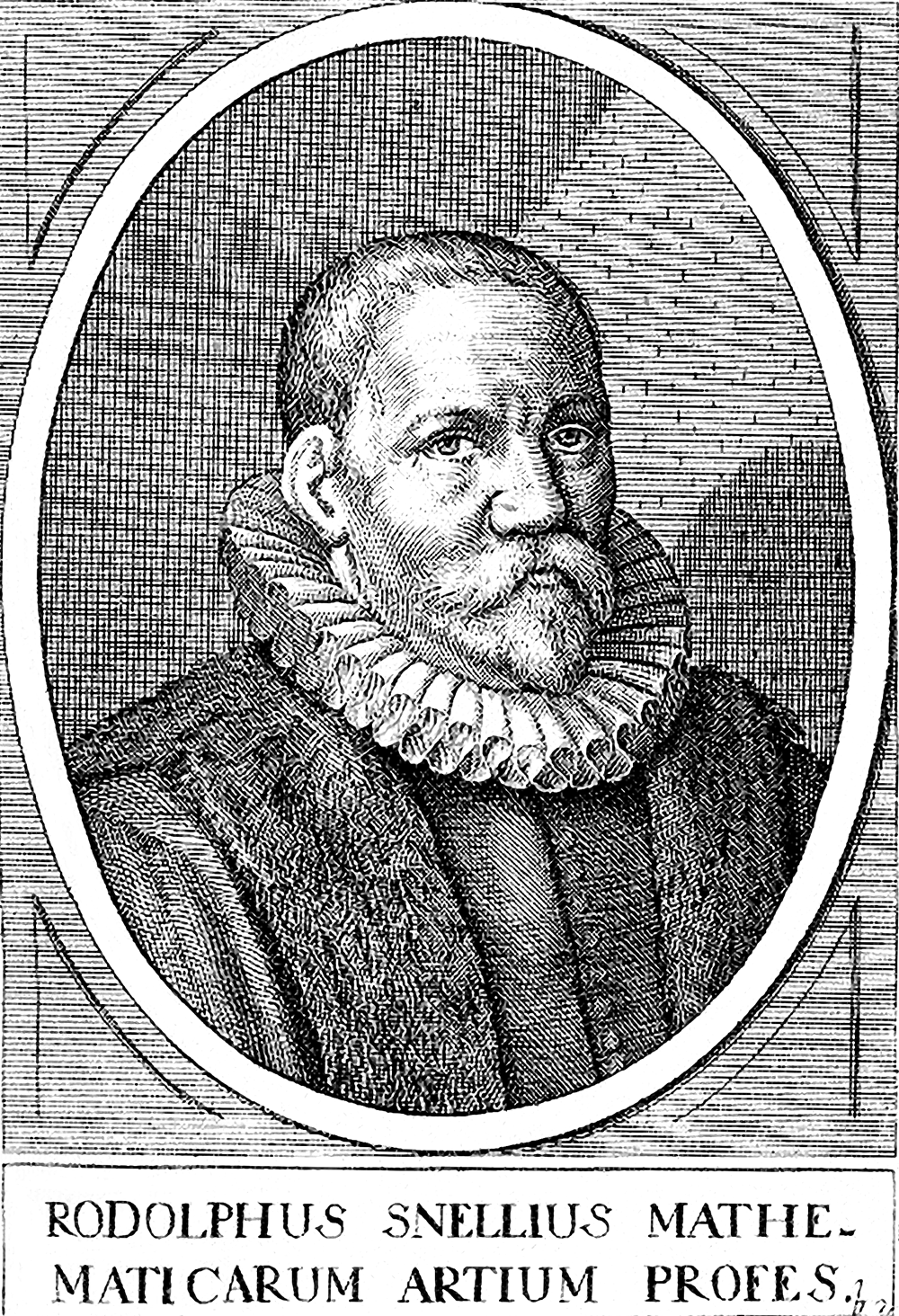
Rudolph Snellius

## Leben
Snellius stammte aus einer wohlhabenden Familie und studierte ab etwa 1561 an der Universität Köln, in Jena, Wittenberg und der Universität Heidelberg. 1566 erwarb er den Magister-Abschluss in Marburg und studierte dann Medizin in Pisa und Florenz. In Köln war er ein Schüler des Mathematikers, Astrologen und Astromen Valentin Naboth. Danach unterrichtete er Sprachen, Mathematik und Logik an der Universität Marburg und ab 1578 Hebräisch und Mathematik an der Universität Leiden (als erster Mathematik-Professor in Leiden). Dort studierte er auch weiter Medizin. In der Logik ging er von Aristoteles ab und war von Petrus Ramus beeinflusst, dessen Werke er herausgab. 1578 besuchte er auch seine Heimatstadt, die nach einer spanischen Belagerung zerstört worden war. Die Einwohner waren dabei niedergemetzelt worden, eine der Überlebenden wurde im selben Jahr die Frau von Snellius. Er war spätestens ab 1581 außerordentlicher Professor für Mathematik in Leiden und ab 1601 ordentlicher Professor für Mathematik und Philosophie. 1600 besuchte er nochmals Marburg und Kassel.
Zu seinen Schülern zählen Jacobus Arminius (1560–1609), den er 1575 in Utrecht kennenlernte und mit nach Marburg nahm, später ebenfalls Professor in Leiden, Hugo Grotius, Isaac Beeckman und sein Sohn, der Astronom und Mathematiker Willebrord van Roijen Snell, nach dem das Snelliussches Brechungsgesetz benannt ist.